# Rekords Rekords
Rekords Rekords é um selo musical criado por Josh Homme, do Queens of the Stone Age após o colapso da Man's Ruin Records, gravadora que lançava os álbuns das Desert Sessions. Bandas que lançaram álbuns por este selo são Eagles of Death Metal, Fatso Jetson e Like Hell, além de também lançar as Desert Sessions (compilação de canções colaborativas lançadas em volumes) e dos vinis do QOTSA.